# Елизавета Пфальцская (1483—1522)
Елизавета Пфальцская (16 ноября 1483, Гейдельберг — 24 июня 1522, Баден-Баден) — член дома Виттельсбахов и пфальцграфиня Зиммерна; в первом браке ландграфиня Гессен-Марбургская, во втором — маркграфиня Баденская.

## Биография
Елизавета была дочерью курфюрста Пфальца Филиппа (1448—1508) от его брака с Маргаритой Баварской (1456—1501), дочерью герцога Людвига IX Баварско-Ландсхутского.
12 февраля 1496 года в Гейдельберге был заключён её брачный контракт с ландграфом Вильгельмом III Гессен-Марбургским (1471—1500). Свадьба состоялась в 1498 году во Франкфурте-на-Майне. Брак связал Вильгельма III с Пфальцским домом, в то время как его двоюродные братья в Касселе были приверженцами императора. В случае, если он не оставит наследника, Вильгельм пообещал Елизавете почти весь округ Катценельнбоген. Однако, когда Вильгельм III умер, все его владения, включая Катценельнбоген, унаследовал его двоюродный брат Вильгельм II Гессен-Кассельский. Пфальц предложил ему в жёны Елизавету, но Вильгельм II отказался и женился на принцессе из дома Габсбургов. Вильгельм II также участвовал в имперском изгнании отца и брата Елизаветы из-за спора о наследстве Елизаветы от покойного супруга.
Через три года после смерти своего первого мужа, 3 января 1503 года, в Гейдельберге Елизавета вышла замуж за маркграфа Филиппом I из Баденского (1479—1533). Дети:
1. Мария Якоба Баденская (1507—1580), c 1522 года замужем за герцогом Баварии Вильгельмом IV (1493—1550)
2. Филипп (1508—1509)
3. Филипп Якоб (род. и ум. 1511)
4. Мария Ева (род. и ум. 1513)
5. Йохан Адам (род. и ум. 1516)
6. Макс Каспар (род. и ум. 1519)

В брачном контракте, заключённом в 1508 году в отношении приданого Елизаветы, было предусмотрено, что часть Спонхейма, которую Баден передал Пфальцу в 1463 году, должна была быть возвращена в Баден.
Елизавета умерла 14 июня 1522 года и была похоронена в Соборной церкви в Баден-Бадене.